# حلوای بندووا
حلوای بندووا یا حلوی بندووا یکی از شیرینی‌های سنتی ایرانی است. این حلوا تشکیل شده از ماده خمیری شکل به نام بندووا که برای تهیه روغن محلی آرد را در کره جوشان می‌ریزند. آرد، ذرات دوغ را از لا به لای کره جذب نموده و ته‌نشین می‌شود. مقداری خرما به این ماده خمیر شکل مخلوط کرده و چنگ می‌زنند تا حلوای بندووا به دست آید.